# Раґгупаті Раґгава Раджа Рам
«Раґгупаті Раґгава Раджа Рам» (англ. Raghupati Raghava Raja Ram) — популярний індуїстський бгаджан, прославляє Раму і Сіту. Вважається, що це переробка мантри поета-святого XVII століття а Рамдаса, виконана Вішну Дігамбар Палушкаром. Могандас Карамчанд Ґанді і його послідовники співали цю пісню під час свого Соляного походу. У бхаджанів присутній рядок «неважливо, як звучить твоє ім'я — Бог або Аллах», що підкреслює єдність верховного божества незалежно від релігій. «Рагхупаті» виконується багатьма музикантами в різних обробках. Ананда Шанкар виконує цей бгаджан в сучасній обробці на своєму альбомі «Snowflower».

## Текст
- Популярна версія Вішну Дігамбар Палушкара та переробка Ганді:

रघुपति राघव राजाराम, पतित पावन सीताराम
सीताराम सीताराम, भज प्यारे तू सीताराम
ईश्वर अल्लाह तेरो नाम, सब को सन्मति दे भगवान!!
- Транслітерація (ITRANS):

raghupati raaghav raajaaraam,
patit paavan siitaram
siitaaraam, siitaram,
bhaj pyaare tu siitaram
Iishvar Allaah tero naam,
sab ko sanmati de bhagavaan